# Markus Silberstein

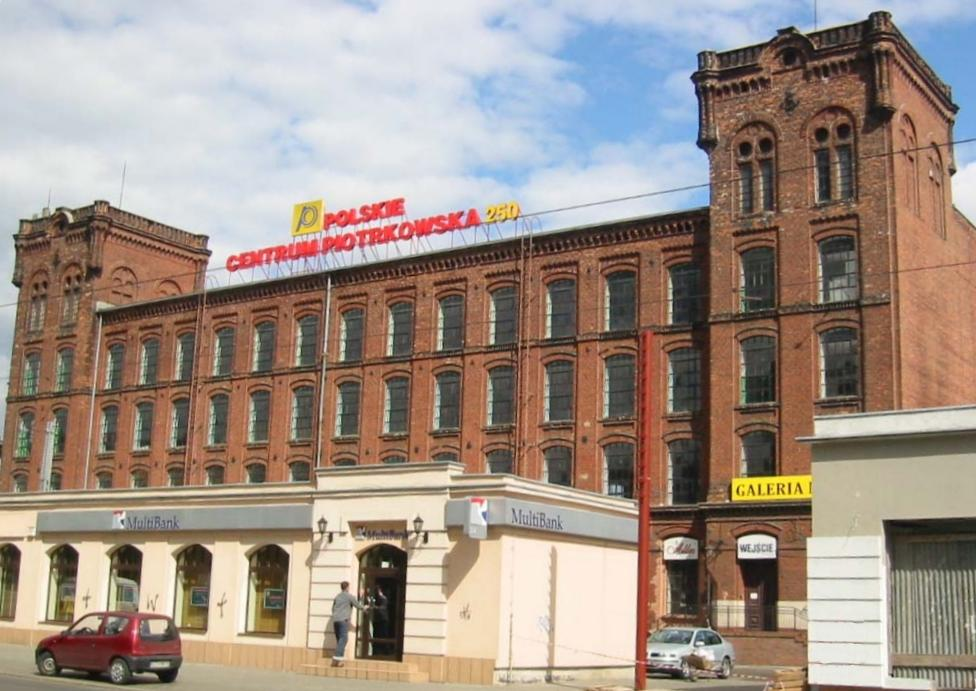
Fabryka (widok współczesny)

Markus Silberstein (ur. 19 marca 1833 w Praszce w pow. będzińskim, zm. 4 marca 1899 w Nicei) – polski przemysłowiec pochodzenia żydowskiego, jeden z najbogatszych łódzkich fabrykantów w XIX wieku.

## Życiorys
Pochodził z rodziny żydowskiej wyznania mojżeszowego. Ojciec był handlarzem w Praszce i Pabianicach. W 1860 roku Markus Silberstein pojawił się w Łodzi. Otworzył tu przedstawicielstwo handlowe firmy Rudolfa Kindlera z Pabianic. Ważnym etapem na drodze do kariery finansowej był ożenek z Hudesą (Teresą) Cohn. Trzy i pół tysiąca rubli posagu wzmocniło firmę Silbersteina, a wejście w krąg bogatej rodziny ułatwiło prowadzenie interesów. W 1866 roku stać było już małżeństwo Silbersteinów na otwarcie domu handlowego przy ulicy Nowomiejskiej.
Zarobione pieniądze małżonkowie inwestowali w nieruchomości. W 1878 uruchomił przy ul. Piotrkowskiej 244 tkalnię mechaniczną. Na sąsiadujących działkach do roku 1889 wybudował trzy kolejne tkalnie i niezbędną infrastrukturę fabryczną. Następnie uruchomiono przędzalnię przy ul. Pustej 21 (dziś ul. S. Wigury) oraz tkalnię w Zduńskiej Woli. Bardzo szybko firma znalazła się w gronie największych fabryk branży wełnianej w Królestwie Polskim.
W 1891 roku zakłady Silbersteina zostały przekształcone w „Towarzystwo Akcyjne Wyrobów Wełnianych i Bawełnianych Markusa Silbersteina”. W 1894 Silbersteinowie kupili majątek Lisowice koło Brzezin.
Markus Silberstein był również współzałożycielem konsorcjum skupiającego łódzkich przemysłowców, w 1897 zawarło ono z Magistratem umowę na 35 lat, na mocy której miało wybudować w Łodzi linie tramwajowe. Był członkiem Rady Nadzorczej Szkoły Handlowej Zgromadzenia Kupców m. Łodzi, członkiem zarządu Łódzkiej Straży Ogniowej (1898), członkiem rzeczywistym Towarzystwa Zachęty Sztuk Pięknych w Warszawie. Był mecenasem sztuki.

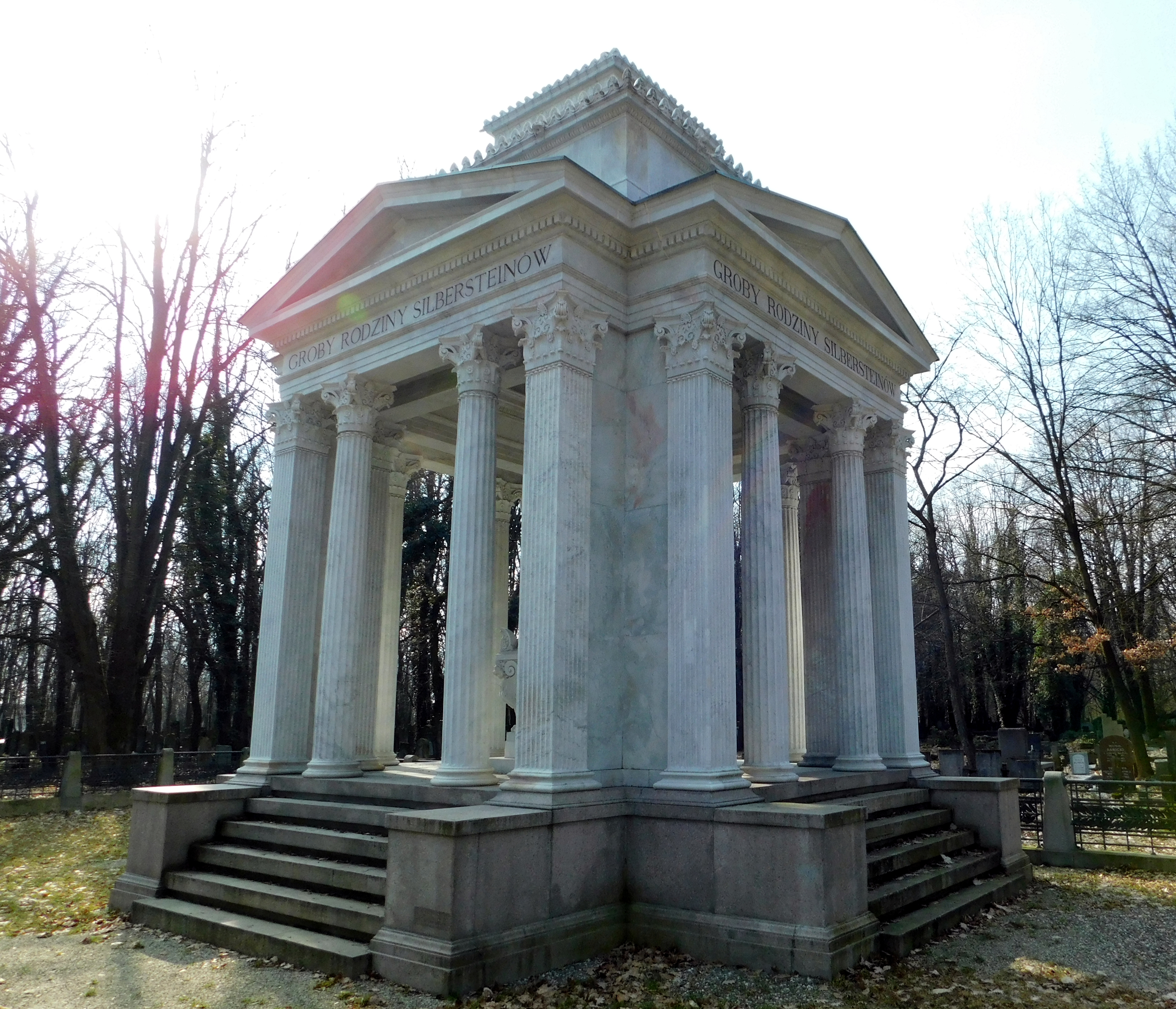
Grobowiec Markusa i Teresy Silbersteinów

Miał dwóch synów, Stanisława (1869–1942) i Mieczysława (1876–1907), oraz cztery córki: Ajdlę (Adelę) (1866–1934), Chanę (Ewelinę) (1868–1939), Salomeę (Sarę) (1872–1938) i Jadwigę Janinę Dianę (1875–1945) - matkę Stefana Napierskiego i Marii Eiger-Kamińskiej.
Pochowany został w grobowcu rodzinnym Silbersteinów znajdującym się na nowym cmentarzu żydowskim.